# Summertime Dream
Summertime Dream ist das elfte Album des kanadischen Sängers Gordon Lightfoot. Es wurde 1976 vom US-Musiklabel Reprise Records veröffentlicht.
Das Album markierte Lightfoots kommerziellen Höhepunkt einer Periode der Popularität, die 1970 mit dem Song If You Could Read My Mind begann. Der Erfolg des Albums war hauptsächlich der Ballade The Wreck of the Edmund Fitzgerald geschuldet, die vom Untergang der Edmund Fitzgerald auf dem Lake Superior im November 1975 handelt. Das Lied war mit zwei Wochen auf Platz 2 der US-Billboard-Charts sein zweitgrößter Erfolg nach dem Millionenseller Sundown. Das Album erreichte Platz eins der Canadian-RPM-Albumcharts und Platz 12 der US-Billboard-Charts. Allmusic vergab 4,5 von 5 Sternen.

## Titelliste
Alle Titel wurden von Gordon Lightfoot komponiert.
1. Race Among the Ruins – 3:21
2. The Wreck of the Edmund Fitzgerald – 6:32
3. I'm Not Supposed to Care – 3:31
4. I'd Do it Again – 3:14
5. Never too Close – 3:04
6. Protocol – 4:02
7. The House You Live In – 2:55
8. Summertime Dream – 2:30
9. Spanish Moss – 3:51
10. Too Many Clues in this Room – 4:49

## Mitwirkende
- Gordon Lightfoot – Gesang, Gitarre, Klavier
- Pee Wee Charles – Pedal-Steel-Gitarre
- Terry Clements – Leadgitarre
- Rick Haynes – Bass
- Barry Keane – Schlagzeug, Perkussion
- Gene Martynec – Synthesizer
- Jim Gordon – Schlagzeug bei The House You Live In